# 威廉·范德哈根
威廉·范德哈根（荷蘭語：Willem van der Haegen，有时也做Willelm van der Hagen或Willelm van der Haagen，1430年—1507年？）是一名15世纪的佛兰德贵族、商人和探险家，亚速尔群岛的首批殖民者之一。

## 在亚速尔的殖民活动

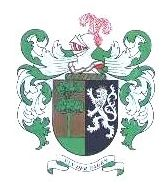
威廉·范德哈根的后代达席尔维拉家族的肩章

1433年，葡萄牙的恩里克王子从他的兄弟杜阿尔特一世国王那里继承了亚速尔群岛。随后恩里克王子仅留下了“基督骑士团团长”的头衔，而再将这些岛屿转赠回杜阿尔特一世之子、自己的养子斐迪南王子。接着，斐迪南王子又将岛屿的殖民特权授予了他的姑母伊莎贝拉（杜阿尔特一世和恩里克王子的姐姐）。由于伊莎贝拉当时是位于低地国家地区的勃艮第公国公爵夫人，这一特权的赋予使许多当地饱受百年战争之苦的弗莱芒人看到了重新开辟新生活的希望，许多佛兰德人盼望着前往亚速尔群岛投身殖民事业。
威廉·范德哈根，当时是一位富有的商人，受当时同为佛兰德人的法亚尔岛总督何塞·范韦尔特的邀请，来到这个人称“新佛兰德”和“佛兰德人之岛”的群岛，协助他对岛屿进行殖民开发工作。于是，1470年，范德哈根自费和他的妻子玛尔嘉丽达·达赞布雅一起，装备了两艘移民船，船上装载了他庞大的家族、奴隶和众多专业人员，对亚速尔群岛进行了“第二次”移民（第一次是指何塞·范韦尔特在15世纪60年代对法亚尔岛的殖民）。
范德哈根品德高尚，受人尊敬，逐渐在岛上建立威信。但是，他与同胞范韦尔特之间的信任危机却在此时逐渐升级。。范德哈根遂抛弃了他在法亚尔岛上的殖民事业，转移到附近的特塞拉岛上。特塞拉岛的夸特罗-里贝拉斯是一片尚未殖民的处女地，他在这里耕种小麦和菘蓝并向岛外输出。尤其是菘蓝这种可做染料的植物，当时欧洲仅有法国的皮卡尔迪和诺曼底生产。这些作物是欧洲染料市场必不可少的商品，是贸易商的抢手货。当时，亚速尔群岛大多数岛屿已被殖民，而发展染料种植和出口是绝大多殖民者奠定殖民基础、发家致富的重要手段，范德哈根也不例外。
在一次前往里斯本的旅行中，范德哈根偶遇了堂娜·玛丽娅·德维列那（弗洛雷斯岛和科尔武岛总督堂·斐尔南·特莱斯·德梅内塞斯的遗孀）和她的儿子鲁伊·特莱斯。经过了双方协商，堂娜·玛丽娅同意以按月付款的方式向范德哈根出售了她的岛屿。约1478年，范德哈根移居到了这两个位于亚速尔群岛最西部的岛屿上，并进一步扩大了他的小麦和菘蓝种植面积。同时，由于当时普遍传说该岛即神话中的Ilhas Cassterides（银与锡之岛），所以他对岛上锡、银和其他矿产进行了考察。但由于这两个岛屿地处偏远，与其他岛屿和大陆交通不易，他的农作物出口情况每况愈下，几年后，他决定返回特塞拉岛。但这次返回后仅过了7年，范德哈根又将他的殖民事业转移到了圣若热岛的托波，而反复的迁徙实际上已使亚速尔群岛上形成了一个以范德哈根家族为中心的佛兰德人种族集体。他于1500年去世，葬在托波的一个小教堂的墓地内，但目前他的坟墓已被毁，未能留存后世。

## 家族
1430年，威廉·范德哈根出生于佛兰德斯的布鲁日（一说马斯特里赫特）。1454年，他家乡与玛尔嘉丽达·德赞布雅（Margarida de Zambuja，有时也作Frutuoso de Margarida da Sabuya、Margarida da Sabina、Sabuia或Margarethe Sabuio）结婚，育有8个子女。
- 露西亚·达席尔维拉（Luzia da Silveira）（1464年生于布鲁日，1548年卒于托波），1485年在托波嫁与安德列·费尔南德斯·维拉洛布斯为妻；
- 若昂·达席尔维拉（João da Silveira）（1456年生于布鲁日，1481年卒于特塞拉岛），在特塞拉岛娶吉奥马尔·博尔热斯·阿巴尔卡结婚为妻；
- 若热·达席尔维拉（Jorge da Silveira）（1458年生于布鲁日，卒年不详）；
- 玛尔嘉丽达·达席尔维拉（Margarida da Silveira）（1460年生于布鲁日，卒于法亚尔岛的弗拉门戈斯，卒年不详），1540年在法亚尔岛的弗拉门戈斯教区嫁与何塞·范阿尔德为妻；
- 安娜·达席尔维拉（Ana da Silveira）（1466年生于布鲁日，1549年卒于葡属印度的果阿），在葡属印度的果阿嫁嫁与特里斯唐·马丁斯·佩雷拉为妻；
- 玛丽娅·达席尔维拉（Maria da Silveira）（生于布鲁日，生年不详，1545年卒于法亚尔岛），1497年在法亚尔岛嫁与若昂·皮雷斯·德马托斯为妻；
- 卡塔琳娜·达席尔维拉（Catarina da Silveira）（生卒不详），1484年在格拉西奥萨岛嫁与该岛总督若热·戈麦斯·德阿维拉为妻；
- 弗朗西斯科·达席尔维拉（Francisco da Silveira）（1499年生于法亚尔岛，1595年卒于法亚尔岛），1524年在法亚尔岛娶伊莎贝尔·杜特拉·德马塞多为妻。